# Cloruro de plata
El cloruro de plata es un compuesto químico de fórmula AgCl. Este sólido cristalino es bien conocido por su baja solubilidad en agua. Al ser sometido a luz o calor, el cloruro de plata reacciona y produce plata y cloro gaseoso. El cloruro de plata se encuentra en el mineral clorargirita.

## Usos y aplicaciones

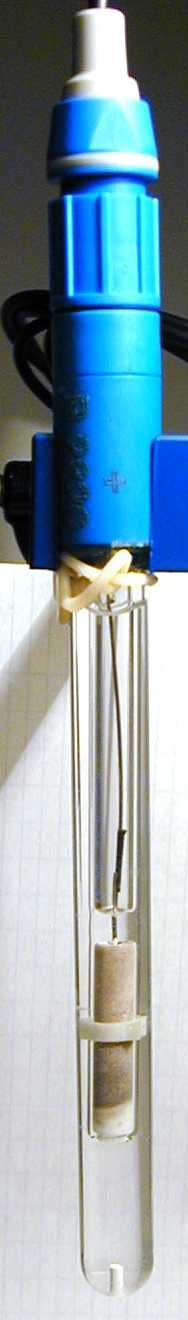
Electro de referencia plata-cloruro de plata.

Por la alta insolubilidad del cloruro de plata, se usa en laboratorios de química analítica tanto en el análisis gravimétrico como en el análisis volumétrico de la cantidad de plata de una muestra (véase argentometría).
Los halogenuros de plata reaccionan en presencia de luz para dar el halógeno elemental y plata metálica, por eso se usan en películas fotográficas; el bromuro de plata es algo más sensible a la luz, por lo que generalmente es éste el que se usa para estas aplicaciones.
Una aplicación importante del cloruro de plata es la electroquímica en forma del electrodo de referencia plata-cloruro de plata, que ha ido sustituyendo al electrodo de calomelanos, basado en el mercurio, más tóxico. La preparación de un electrodo de plata-cloruro de plata se puede llevar a cabo por oxidación de un hilo de plata en ácido clorhídrico, aplicando una diferencia de potencial de 1-2 V durante 20-300 s:
{\displaystyle \mathrm {Ox.:\ 2\ Ag+2\ HCl\longrightarrow 2\ AgCl+2\ H^{+}+2\ e^{-}} }
{\displaystyle \mathrm {Red.:\ 2\ H^{+}+2\ e^{-}\ \ \longrightarrow H_{2}} }
{\displaystyle Suma\mathrm {:\ 2\ Ag+2\ HCl\longrightarrow 2\ AgCl+H_{2}} }
o que explica el por qué es un ácido.